# Abbeystead
Koordinaten: 53° 59′ N, 2° 40′ W

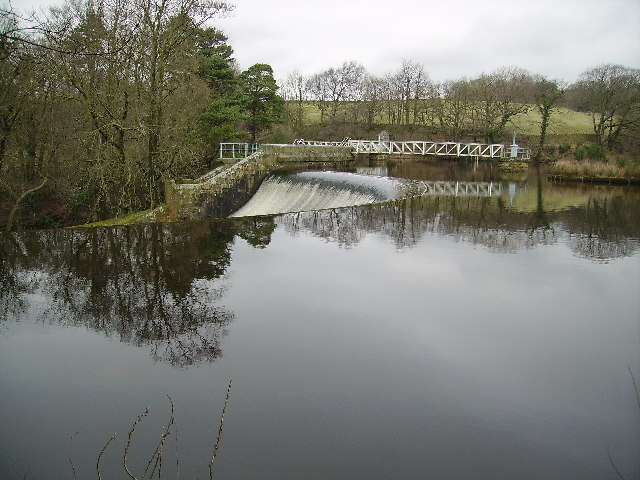
Abfluss des Abbeystead Reservoir

Abbeystead ist ein Dorf im Forest of Bowland in Lancashire, England. Der Ort liegt am Zusammenfluss von Tarnbrook Wyre und Marshaw Wyre, die hier den Wyre bilden.
Der Name des Ortes beruht auf einem nur wenige Jahre in der Zeit von Henry II. von Zisterziensermönchen bewohnten Haus, das am Zusammenfluss der beiden Flüsse lag.
1855 wurde ein Staubecken (engl. Reservoir) gebaut, das sicherstellen sollte, dass der Wyre auch im Sommer genügend Wasser für den Betrieb der im weiteren Verlauf des Flusses gelegenen Spinnereien und Webereien führte. Das Staubecken wird heute nicht mehr betrieben, ist aber noch erkennbar.
Heute endet der Abbeystead Tunnel in Abbeystead. Durch das Lune/Wyre Transfer Scheme wird seit 1980 Wasser über eine Rohrleitung aus dem River Lune bei Caton in den Wyre gepumpt, um die Wasserversorgung des südlichen Lancashire zu sichern.
Um Sorgen über angeblich durch die Verbindung verursachten Überflutungen entlang des Wyre zu zerstreuen, wurde einer Besuchergruppe aus St Michael’s on Wyre am 23. Mai 1984 die Funktion der Leitung im unterirdisch angelegten Auslassgebäude demonstriert. Dabei kam es, wie sich später herausstellte, durch in die Leitung eingesickertes Methangas, das sich in der vor der Besichtigung leeren Leitung ansammeln konnte, zu einer Explosion, bei der sechzehn Menschen starben.